# Marguerite Antoine
Marguerite Antoine, née à Bomal en 1907 et décédée à Mariakerke (Ostende) le 10 décembre 1988, est une artiste peintre de l'École belge.

## Biographie

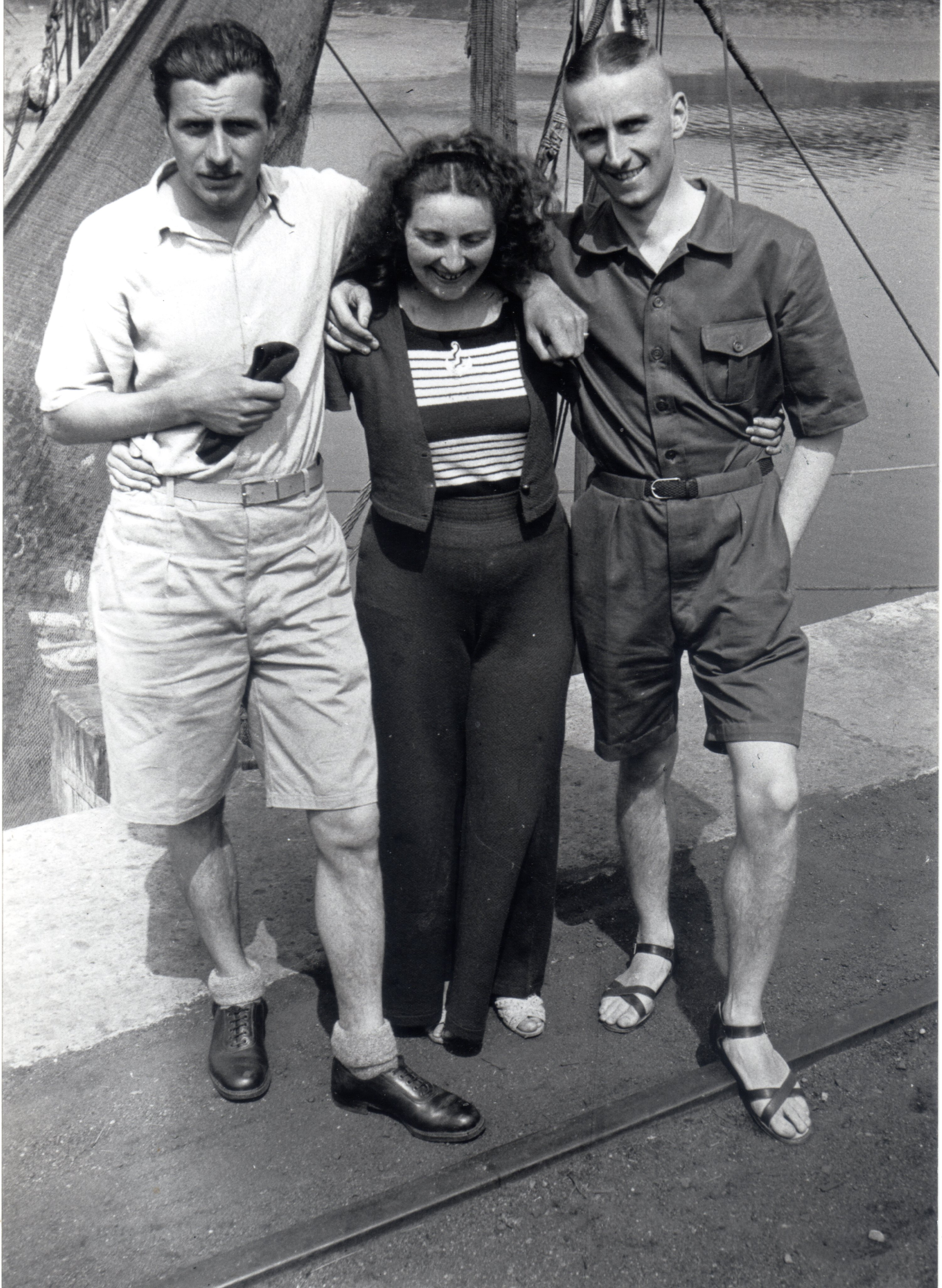
De gauche à droite, le peintre Lismonde, Marguerite Antoine et Fernand Cannoot, à Nieuport le 12 août 1936 (photo Léon van Dievoet).

Élève notamment d'Alfred Bastien, Marguerite Antoine se forme à l'Académie royale des beaux-arts de Bruxelles, où elle côtoie de nombreux futurs grands noms de la peinture belge, parmi lesquels par exemple Lismonde, dont elle continua à fréquenter le cercle.
Marguerite Antoine fut l'épouse de Fernand Cannoot qui sera en 1941 un des fondateurs du groupe de résistance dénommé Athos rattaché au service Zéro.
Son œuvre picturale figurative et peinte dans des tons diaphanes, nous transmet des paysages lumineux, des vues magiques de villes pleines de rêverie, mais elle excelle surtout à nous transmettre des scènes et des personnages tirés de la vie merveilleuse du cirque et des ballerines.
Elle a marqué d'un pinceau léger le paysage de la peinture belge.
Elle décède le 10 décembre 1988 à Mariakerke, car, comme l'écrit Paul Caso : «Elle avait, avant de quitter ce monde, exprimé un vœu : revoir la mer du Nord. Il fut exaucé : elle est décédée à Mariakerke, ce dernier samedi, par un jour gris».